# 埃爾多拉多斯普林斯 (科羅拉多州)
埃爾多拉多斯普林斯（英語：Eldorado Springs）是位於美國科羅拉多州圓石縣的一個人口普查指定地區。

## 地理
埃爾多拉多斯普林斯的座標為39°56′27″N 105°15′21″W / 39.94083°N 105.25583°W，而該地最高點為海拔高度1747米（即5732英尺）。

## 人口
根據2010年美國人口普查的數據，埃爾多拉多斯普林斯的面積為6.2平方千米，均為陸地。當地共有人口585人，而人口密度為每平方千米94人。